# كريم أونيسيو
كريم أونيسيو (بالألمانية: Karim Onisiwo) (17 مارس 1992 بفيينا في النمسا - ) هو لاعب كرة قدم نمساوي في مركز الهجوم. شارك مع منتخب النمسا تحت 21 سنة لكرة القدم ومنتخب النمسا لكرة القدم. أما مع النوادي، فقد لعب مع ماينتس 05 ونادي ريد بل سالزبورغ ونادي أوستريا سالزبورغ ونادي ماترسبرغ وSC Ostbahn XI ‏ ، وحالياً يلعب في سالزبورغ النمساوي.

## وصلات خارجية
- كريم أونيسيو على موقع الاتحاد الدولي (مؤرشف)  (الإنجليزية)
- كريم أونيسيو على موقع الاتحاد الأوربي (الإنجليزية)
- كريم أونيسيو على موقع قاعدة بيانات كرة القدم.إي يو (الإنجليزية)
- كريم أونيسيو على موقع ناشيونال فوتبول تيمز (الإنجليزية)
- كريم أونيسيو على موقع Soccerway.com (الإنجليزية)
- كريم أونيسيو على موقع عالم كرة القدم.نت (الإنجليزية)
- كريم أونيسيو على موقع AS.com (الإسبانية)